# Константи Галчински
Конста̀нти Илдѐфонс Галчѝнски (на полски: Konstanty Ildefons Gałczyński) – псевдоним „Karakuliambro” (роден на 23 януари 1905 г. във Варшава, умира на 6 декември 1953 г. във Варшава) е полски поет лирик и сатирик. Поезията му е пропита с фантастика и народна гротеска.
Най-известен с цикъла си гротескни сатирични миниатюри, обединени под наслов Театър „Зелена гъска“, където се появяват фигурите на Магарето Профирион, Херменегилда Кочубинска или Зелена гъска.

## Биография
Син на Константи и Ванда Галчински. Семейството живее на първия етаж на незапазена до днес къща на ул. „Товарова“ 54 във Варшава. В началото на Първата световна война родителите му се преместват в Москва (1914 – 1918), където Галчински започва да учи в полското училище. Завършва гимназия във Варшава. Следва класическа и английска филология във Варшавския университет, където защитава дипломна работа върху творчеството на несъществуващия английски поет от XIX в. Морис Гордън Чийтс (през целия си живот се отличава с необикновен артистизъм, склонност към маскаради и псевдоними).
Дебютира през 1923 г. Става част от групата Квадрига, принадлежи към столичната бохема. През 1930 г. се жени за Наталия Авалишвили и отначало живее с жена си в Берлин (1931 – 1933), където работи като културно аташе към посолството на Полша, а след това във Вилнюс (1934 – 1936). Във Вилнюс се ражда дъщеря му Кира, това е и градът, оставил най-дълбока следа в лириката му. Става близък на националистическото движение, публикува в дясното списание Prosto z mostu. Мобилизиран след окупацията на Полша от Съветския съюз, взима участие в септемврийската кампания. Попада в съветски плен, а след това в германски плен. Периода на окупация прекарва в германски лагер за военнопленници. По време на окупацията негови творби излизат в антологията „Werble wolności“ и „Słowo prawdziwe“. След войната за кратко (1945-1946) живее в Брюксел и Париж, през 1946 г. се ражда синът му, също Константи Илдефонс. Завръща се в Полша през 1946 г. и заживява в Краков. През 1948 г. и 1949 г. живее в Шчечин, където заедно с Хелена Курциуш и Йежи Анджейевски основават Klub 13 Muz.
На 3 юни 1949 г. претърпява сърдечен удар. Взето е решение за лечение във Варшава. След лечението оставя жилището в Шчечин и за постоянно се премества във Варшава.
Сътрудничи си със седмичниците „Bluszcz“, „Prosto z Mostu“ (преди войната), а след завръщането си в страната с „Przekrój” и „Tygodnik Powszechny“. Много от неговите следвоенни творби са написани в соцреалистично звучене. През 1950 г. сам става обект на идеологични борби – неговото творчество става обект на критика от страна на Адам Важик на Конгреса на полските писатели, като е упрекнат в буржоазност.
През 1950-1953 г. е свързан с лесничейската сграда в местността Пране над езерото Нидзке, където написва много творби. Понастоящем там се намира и неговият музей.
Умира на 6 декември 1953 г. на 48-годишна възраст, в резултат от третия си инфаркт.
Галчински е прототип на Делта или Трубадурът, героя на Чеслав Милош в книгата му „Поробеният разум“ (1953).

## Творчество
Най-известният му роман е „Порфирион Магаренцето, или Клубът на крадците на свещени вещи“ – 1929 г.
Поеми
- „Краят на света“ – 1930 г.;
- „Ниобе“ – 1951 г.;
- „Вит Ствош“ – 1952 г.
- 1934 г. – „Народна забава“ и др.

Стихосбирки
- „Омагьосан фаетон“ – 1948 г.;
- „Сватбени халки“ – 1949 г.
- „Краят на света“ (1930)
- „Бал у Соломон“ (1937)
- „Поетически произведения“ (1937)
- „Стихотворения“ (1946)
- „Омагьосан файтон“ (1948)
- „Венчални пръстени“ (1949)
- „Лирични стихотворения“ (1952)
- „Пътуването на Хризостом Булвечия за Тъмноград“ (1953)
- „Зелената гъска“ (1946-1950)
- „Ниоба“ (1951)
- „Вит Ствош“ (1952)
- „Песни“ и др.

Превежда Шекспир, Шилер, пише лирика. По много от стиховете му е създадена музика. Негови творби са включени в антологии на полската поезия в България.

## На български
- „Сервус, Мадона“. Превод от полски Първан Стефанов. София: Народна култура, 1966, 135 с.

## Памет
- Чеслав Милош портретира Галчински в своята книга „Поробеният разум“ в образа на героя Делта.
- От 1998 г. в Шчечин се организира поетически конкурс (биенале), който в чест на поета се нарича Галчиналия.
- Паметен камък на ъгъла на улиците „Товарова“ и „Гжибовска“ на мястото, на което се намирала кооперацията, в която през 1905-1914, както и през 1918-1931 г., е живял Константи Илдефонс Галчински. Камъкът е поставен по инициативата на дъщерята на поета Кира Галчинска.
- В Шчечин, в дома на ул. „Мария Склодовска-Кюри“ 17, където поетът е живял заедно със своето семейство в годините 1948-1949, се намира паметна плоча.
- През септември 2007 г. във Варшава възниква Фондация Зелена гъска на името на Константи Илдефонс Галчински.
- Константи Илдефонс Галчински е патрон на повече от 30 училища в цяла Полша.
- На 8 май 1997 г. в Шчечин е поставена скулптура във формата на „Омагьосан файтон“ от стихотворението на Константи Илдефонс Галчински, в чест на престоя на поета в града през 1948-1949. Автор на скулптурата е Станислав Бижек.
- В Забже се организира Национален рецитаторски конкурс „Z Gałczyńskim łatwiej“ с почетен патрон Кира Галчинска.